# Cuevas del Drach
Las cuevas del Drach son cuatro grandes cuevas que se encuentran en la isla española de Mallorca, Baleares. Se hallan en el municipio de Manacor, cerca de la localidad de Porto Cristo, donde también se ubican las cuevas del Hams, y permanecen abiertas al público durante todo el año. Las cuevas se extienden hasta una profundidad de 25 metros, alcanzando 1,2 kilómetros de longitud. 
Las cuatro cuevas, denominadas cueva Negra (cova Negra), cueva Blanca (cova Blanca), cueva de Luis Salvador (cova de Lluis Salvador) y cueva de los franceses (cova dels francesos), se encuentran conectadas entre sí. Las cuevas se han formado por la acción del agua de lluvia, y algunos estudiosos consideran su formación podría remontarse al Mioceno, hace entre 11 y 5,3 millones de años.

## Historia
A pesar de que no existe ninguna referencia explícita a la cueva en el Medievo, algunos historiadores sitúan la primera evidencia de la gruta en una carta escrita por el gobernador de la isla Roger de Rovenach al alcalde de Manacor en 1338. El nombre de Drach aparece por primera vez en 1632 en la obra Historia del Reino de Mallorca de Dameto. Durante el siglo XVIII y XIX la mayoría de geógrafos incluyen las cuevas en sus obras, incluyendo al cardenal Depuig, Berard y Solà y Joaquín María Bover.
En 1880, el entomólogo alemán M. Friedrich Will, invitado por el archiduque Luis Salvador de Austria, realiza el primer mapa de las cuevas que incluye la cueva Blanca y la cueva Negra. Julio Verne mencionó las cuevas en su obra Los viajes de Clovis Dardentor (1895), posiblemente influenciado por las obras de sus contemporáneos, donde enumera sus maravillas: «¡Consideradas como las más bellas del mundo, con sus lagos legendarios, sus capillas de estalactitas, sus baños de aguas limpias y frescas, su teatro, su infierno, denominaciones fantásticas si se quiere, pero que merecen las maravillas de aquellas inmensidades subterráneas!».
En septiembre de 1896 el francés Édouard-Alfred Martel, considerado el padre de la espeleología moderna, fue invitado por su amigo Gaston Vuillier, quien había visitado las cuevas unos años antes, y por el mecenas Luis Salvador de Austria. Martel, acompañado de Louis Armand, descubrió las otras dos cuevas, la cueva de Luis Salvador y la de los franceses, además de un lago subterráneo que desde entonces llevará su nombre, el lago Martel (Llac Martel), de unos 115 m de longitud y 30 m de ancho. Este lago es considerado como uno de los mayores lagos subterráneos del mundo, se ofrecen diariamente conciertos de música clásica en directo. Se puede cruzar el lago en barca al finalizar el concierto.
En 1929 se abrió un nuevo acceso frente a Cala Murta, que desde entonces se ha convertido en la entrada principal para los visitantes. En 1935 el ingeniero Carles Buïgas concluye, después de quince meses, su proyecto de iluminación eléctrica en el interior de la cueva que incluye el espectáculo conocido como «Amanecer en el lago».